# Peißnitzbrücke
Die Peißnitzbrücke (auch Brücke der Freundschaft) in Halle (Saale) überspannt die Saale und verbindet die Peißnitzinsel mit der Ziegelwiese nordwestlich des Stadtzentrums.

## Geschichte
Die Peißnitzbrücke wurde 1898 bis 1899 errichtet. Die wachsende Industriestadt hatte die Flussinsel Peißnitz kurz zuvor erworben. Dort sollte ein Naherholungsgebiet entstehen. Zu diesem Zweck wurde die Brücke als erste feste Verbindung anstelle von Fährverbindungen zwischen Stadt und Insel gebaut. Die Brücke einschließlich eines am westlichen Widerlager errichteten Brückenhauses wurde von der Stadt zunächst an einen Privatmann verpachtet, der das Recht erhielt einen Brückengeld für die Benutzung zu erheben. Das Brückengeld wurde bis 1921 erhoben, danach war die Brückenbenutzung frei. Am Ende des Zweiten Weltkrieges wurde sie 1945 vor anrückenden amerikanischen Streitkräften gesprengt und kurze Zeit später wieder aufgebaut.

## Technische Beschreibung
Die Brücke wurde als Auslegerhängebrücke in Stahlfachwerksbauweise errichtet. Das Fachwerk ist genietet. Sie hat zwei Pfeiler, die unmittelbar an den Ufern der Saale stehen. Die beiden Abschnitte zwischen Widerlagern und Pfeilern werden am östlichen Ufer von einem Fuß- und Radweg und am östlichen Ufer von der Parkeisenbahn Peißnitzexpress unterquert. Für die Pfeiler und Widerlager wurde zur Verblendung Porphyr verwendet. Ebenso für das Brückenhaus. Die Brücke hat eine Gesamtlänge von 103 Metern. Die Entfernung zwischen den beiden Pfeilern beträgt 70 Meter und entspricht der Breite der Saale an dieser Stelle.